# Donkey Kong (datorspelsserie)
Donkey Kong (ドンキーコング Donkī Kongu?) är en serie dator- och TV-spel med den fiktiva gorillan Donkey Kong, skapad av Shigeru Miyamoto och utgivna från 1981 och framåt. Flera spinofftitlar ur olika genrer har också utvecklats.

## Spel

### Ursprungliga serien
| Titel              | Släppår |
| ------------------ | ------- |
| Donkey Kong        | 1981    |
| Donkey Kong Jr.    | 1982    |
| Donkey Kong 3      | 1983    |
| Donkey Kong Circus | 1984    |
| Donkey Kong        | 1994    |

### Fotnoter
1. ↑  ”Donkey Kong games” (på engelska). Mobygames. http://www.mobygames.com/game-group/donkey-kong-games. Läst 10 maj 2015.